# Matthias Premm
Matthias Premm (* 12. August 1890 in Muhr im Lungau; † 20. Dezember 1973 in Salzburg) war ein österreichischer katholischer Theologe und Hochschullehrer.

## Leben
Matthias Premm begann sein Theologie studium im Konvikt in Innsbruck. Von dort setze er sein Studium in Rom  fort und erwarb 1912 an der Universität Gregoriana den philosophischen Doktorgrad und an der Universität Innsbruck, an der er sein Theologiestudium spätestens ab 1915 fortsetzte, 1919 den Doctor theologiae  mit einer Dissertation über die Gottheit Christi nach Kol 1, 15-17. Die Priesterweihe empfing er am 30. Mai 1915 im Salzburger Dom. Er hatte von 1916 bis 1919 eine Stelle als Kooperator in Kufstein inne und wurde dann zunächst bis 1921 Subregens und dann bis 1928 Spiritual des Salzburger Priesterseminars.
Premm arbeitete neben seiner Tätigkeit in Salzburg zugleich an der Universität München an seiner Habilitation, die er 1925 erfolgreich abschloss. Er wurde daraufhin 1925 Privatdozent und 1928 außerordentlicher Professor. Premm erhielt 1933 die Stelle als ordentlicher Professor für Dogmatik an der Katholisch-theologischen Fakultät Salzburg, die eine Vorläufereinrichtung der heutigen Universität Salzburg war. Er stand dieser Einrichtung mehrfach als Dekan vor. Zwischenzeitlich wurde er durch die Nationalsozialisten inhaftiert. 1946, im Jahr seiner Emeritierung, wurde er Kanonikus des Stiftes Mattsee.
Premm war Ehrenbürger seiner Heimatgemeinde Muhr und wurde mit dem Titel eines Erzbischöflichen Geistlichen Rates sowie mit dem Titel eines Päpstlichen Ehrenkämmerers ausgezeichnet.

## Veröffentlichungen (Auswahl)
- Das tridentinische „diligere incipiunt“, sess. 6 cap. 6. Versuch einer endgültigen Deutung auf Grund der neuen kritischen Quellenausgabe des Konzils. Graz 1925, OCLC 1110608951.
- Weltüberwindender Glaube. Eine katholische Laiendogmatik. Salzburg 1963, OCLC 72002427.
- Christus, Maria, Kirche. Wien 1964, OCLC 832644600.
- mit Karl Böcklinger: Christlicher Lebenswandel. Eine Moraltheologie für Laien. Salzburg 1969, OCLC 85955606.